# Rue Charlot
Pour les articles homonymes, voir Charlot (homonymie).
La rue Charlot est une rue du 3e arrondissement de Paris.

## Situation et accès
Aujourd'hui, cette voie commence rue des Quatre-Fils et se termine boulevard du Temple. Elle est desservie par les stations de métro Filles du Calvaire, Temple et Saint-Sébastien - Froissart.

## Origine du nom
Elle doit son nom à Claude Charlot, riche maltôtier, lotisseur du quartier au XVIIe siècle.
Les Hospitaliers de l'ordre de Saint-Jean de Jérusalem étaient propriétaires d'un large terrain se trouvant là et, en 1608, ils baillèrent « à cens et à rente » le marais du Temple à Claude Charlot qui allait le lotir selon les plans du grand voyer, afin d'y aménager un nouveau quartier. Ce lotissement d'une partie de la Couture du Temple était lié au projet de place de France lancé en 1607 par Henri IV (projet abandonné après l'assassinat du roi en 1610).

## Historique

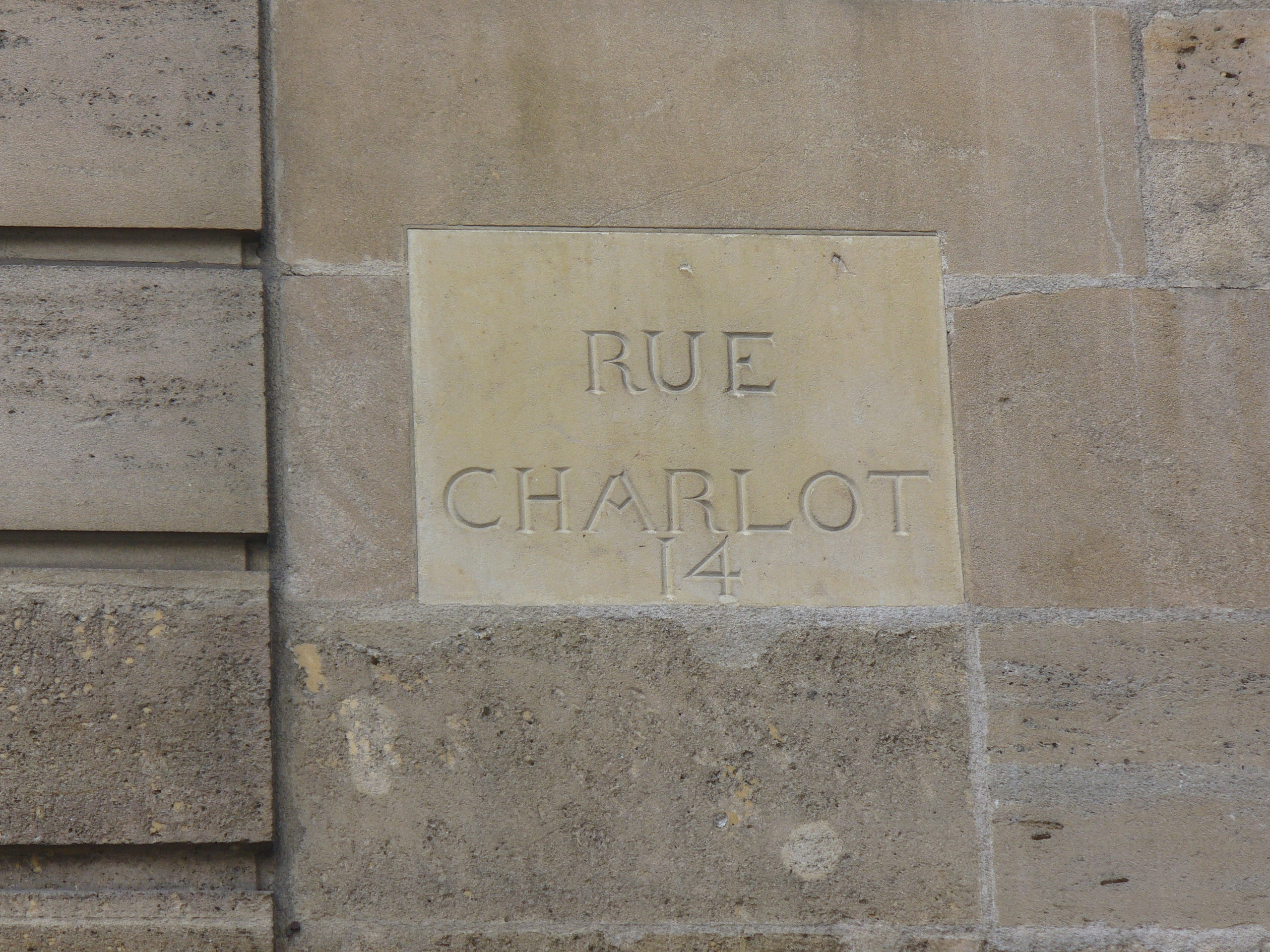
Plaque de la rue.

Située en plein cœur du quartier du Marais, la rue Charlot est la réunion, en vertu d'une décision ministérielle du 18 février 1851, des quatre rues, ouvertes sur la Couture du Temple, suivantes :
- la « rue d'Orléans-au-Marais », du nom d'une province de France[4], ouverte en 1625, entre la rue des Quatre-Fils et la rue de Poitou. Elle est citée sous le nom de « rue d'Orléans » dans un manuscrit de 1636 ;
- la « rue de Berri », du nom d'une province de France[4], ouverte en 1626, entre la rue du Poitou et la rue de Bretagne. Elle est citée sous le nom de « rue de Berry » dans un manuscrit de 1636 ;
- la « rue d'Angoumois », du nom d'une province de France[4], ouverte en 1626 entre la rue de Bretagne et la rue de Turenne, et appelée peu après « rue Charlot ». Celui-ci y habite, d'ailleurs[5].
- la « rue Bosc », du nom de Claude Bosc prévôt des marchands, ouverte en 1694, de la rue de Turenne jusqu'au Nouveau-Cours et qui prit ensuite le nom de « rue Charlot[6] ».

Un procès-verbal de visite, en date du 21 avril 1636, indique : « Au milieu de laquelle avons trouvé une très-grande quantité d'immundices et eaues crouppies de longtemps y a, capables de causer grandes infections ».
Le 8 mars 2007, le carrefour entre les rues de Turenne, Charlot et de Franche-Comté a été baptisé place Olympe-de-Gouges en l’honneur d’Olympe de Gouges, lors de la Journée internationale des femmes.

## Bâtiments remarquables et lieux de mémoire
- No 6 ter : église de l'éparchie Sainte-Croix-de-Paris des Arméniens (depuis 1970), désormais appelée cathédrale arménienne catholique Sainte-Croix-de-Paris. Il s’agit de l’ancienne chapelle du couvent des Capucins du Marais, construite au XVIIe siècle sur un ancien jeu de paume.

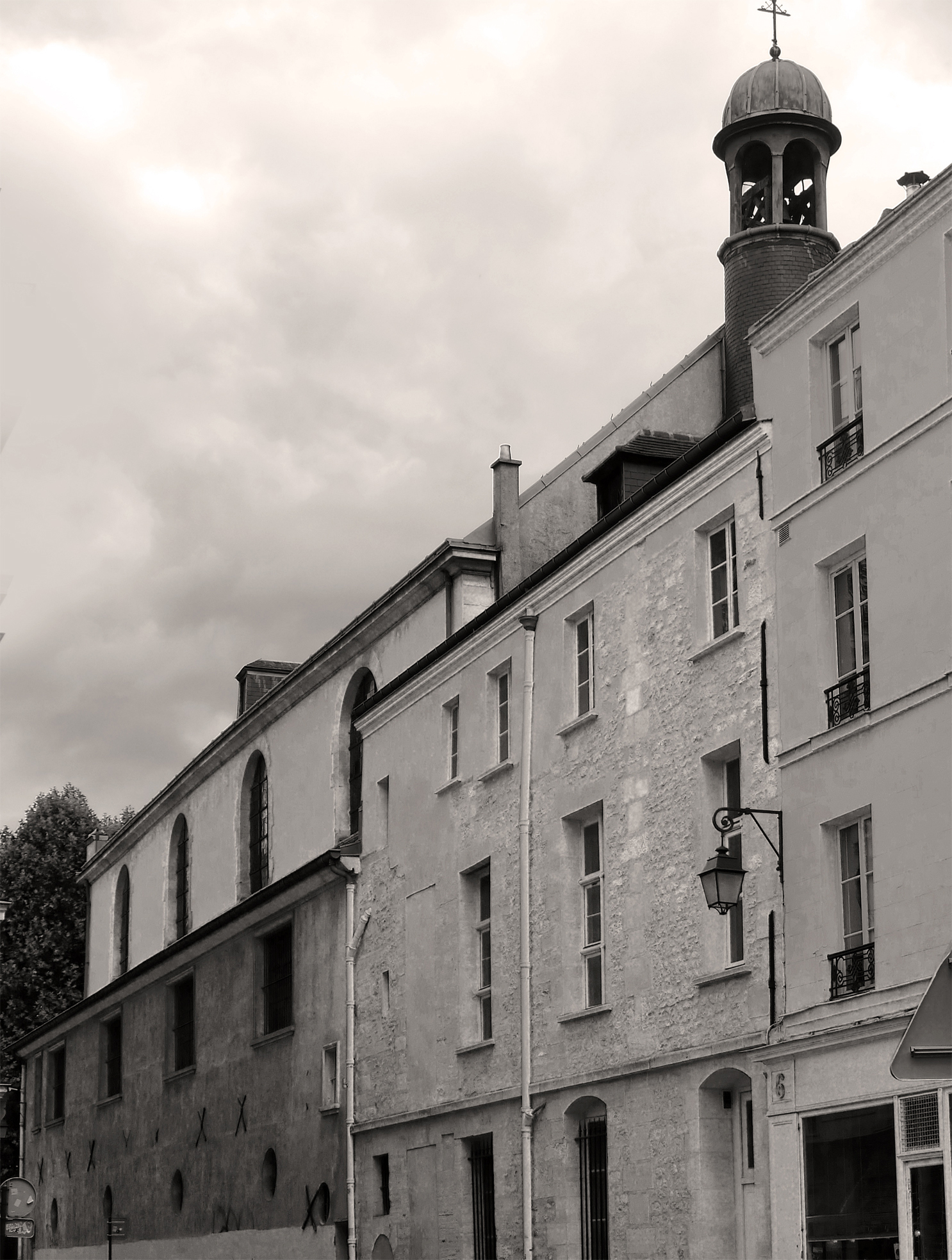
La cathédrale avec son clocheton.

- No 7 : hôtel Cornuel, répertorié aux monuments historiques.

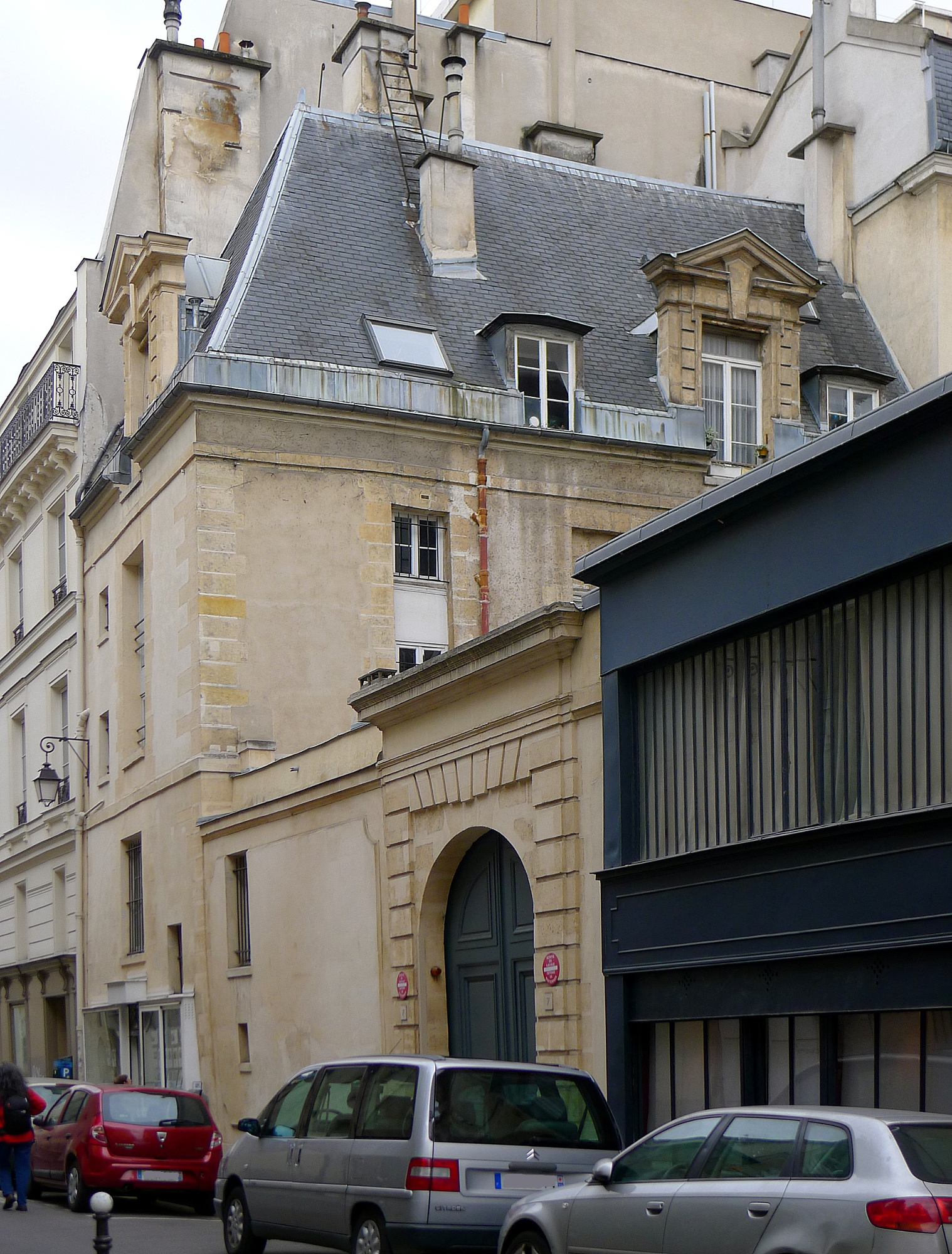
No 7 : hôtel Cornuel.

- No 8 : cet hôtel du XVIIe siècle fut acheté en 1801 par Regnaud Saint-Jean d’Angely avant de passer ensuite au préfet de police Louis-Marie de Belleyme.

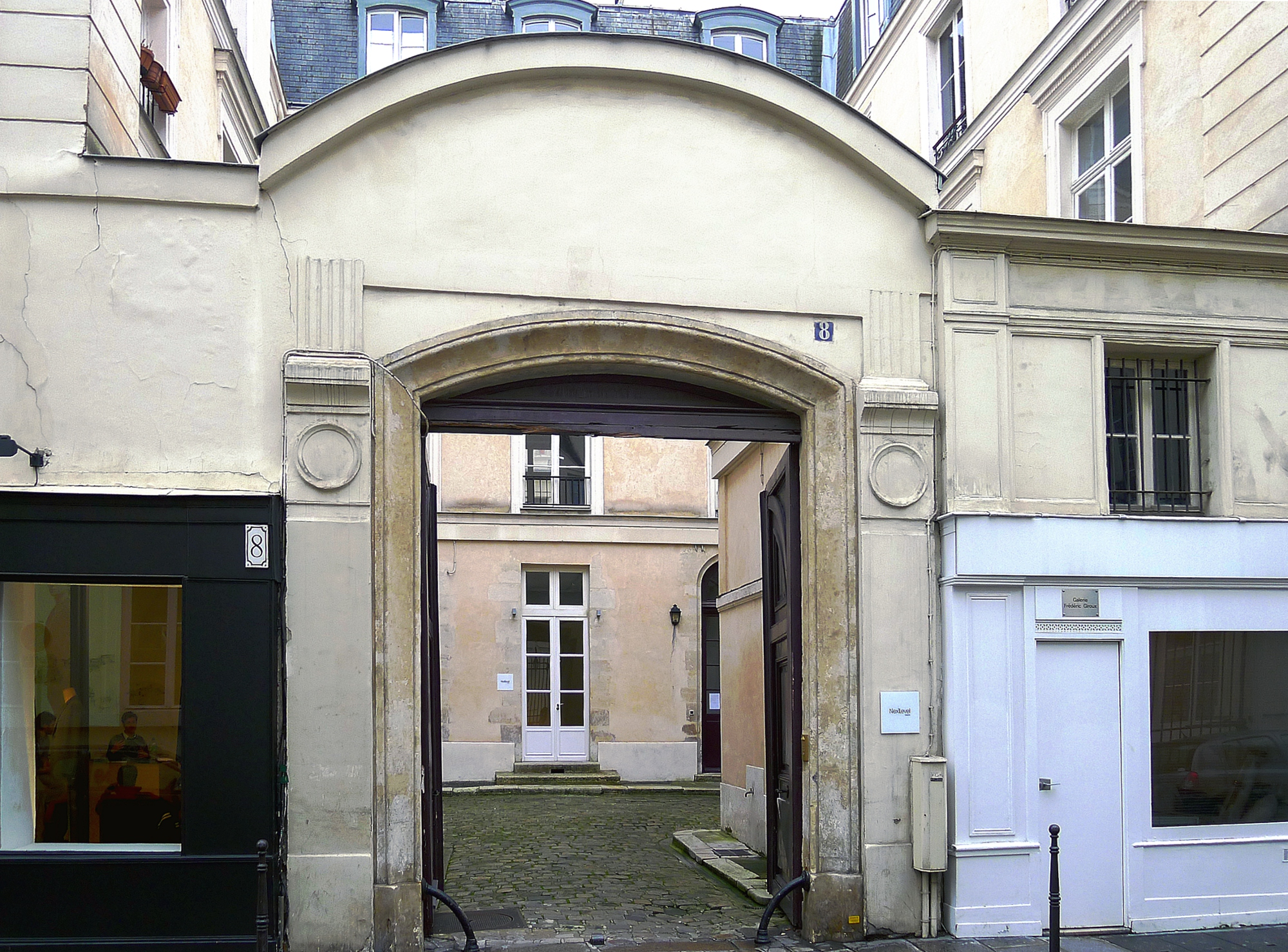
No 8.

- No 9 : hôtel de Retz, acheté avant 1649 par Pierre de Gondi de Retz, frère aîné du célèbre coadjuteur. L'auteur Nestor Roque y est né en 1804.

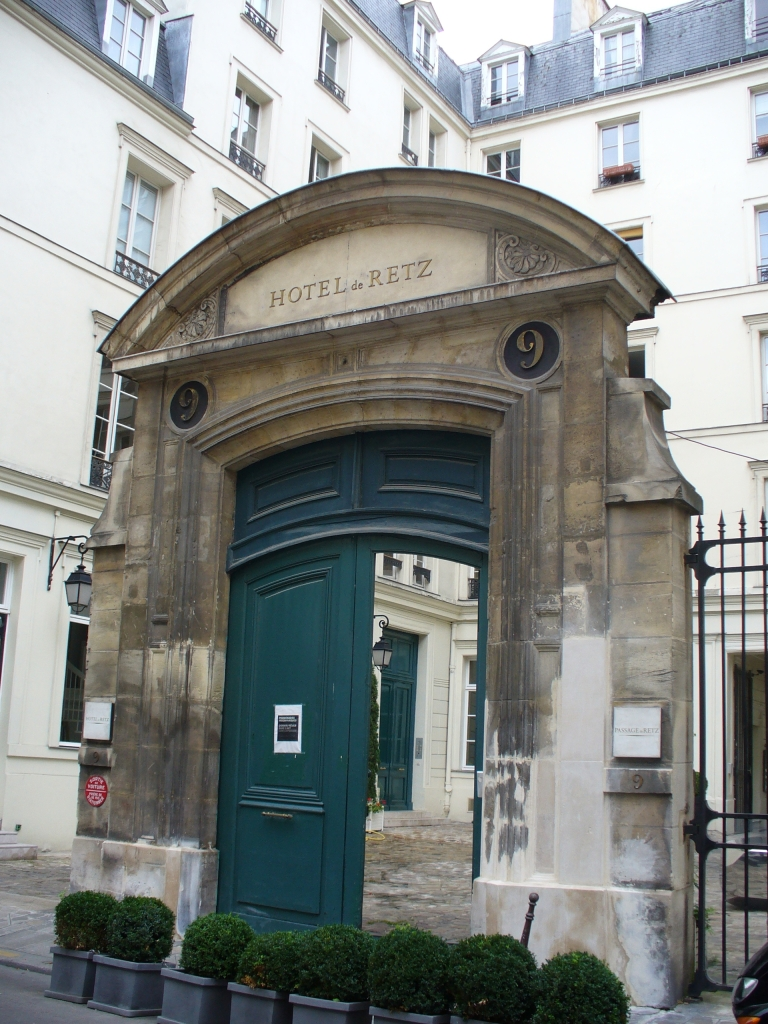
Portail de l'hôtel de Retz.

- No 12 : hôtel de Brossier, trésorier des guerres, avec un portail sculpté. Cet hôtel a accueilli fin 2008 la huitième saison de Star Academy, émission de télé-réalité musicale, diffusée sur TF1.

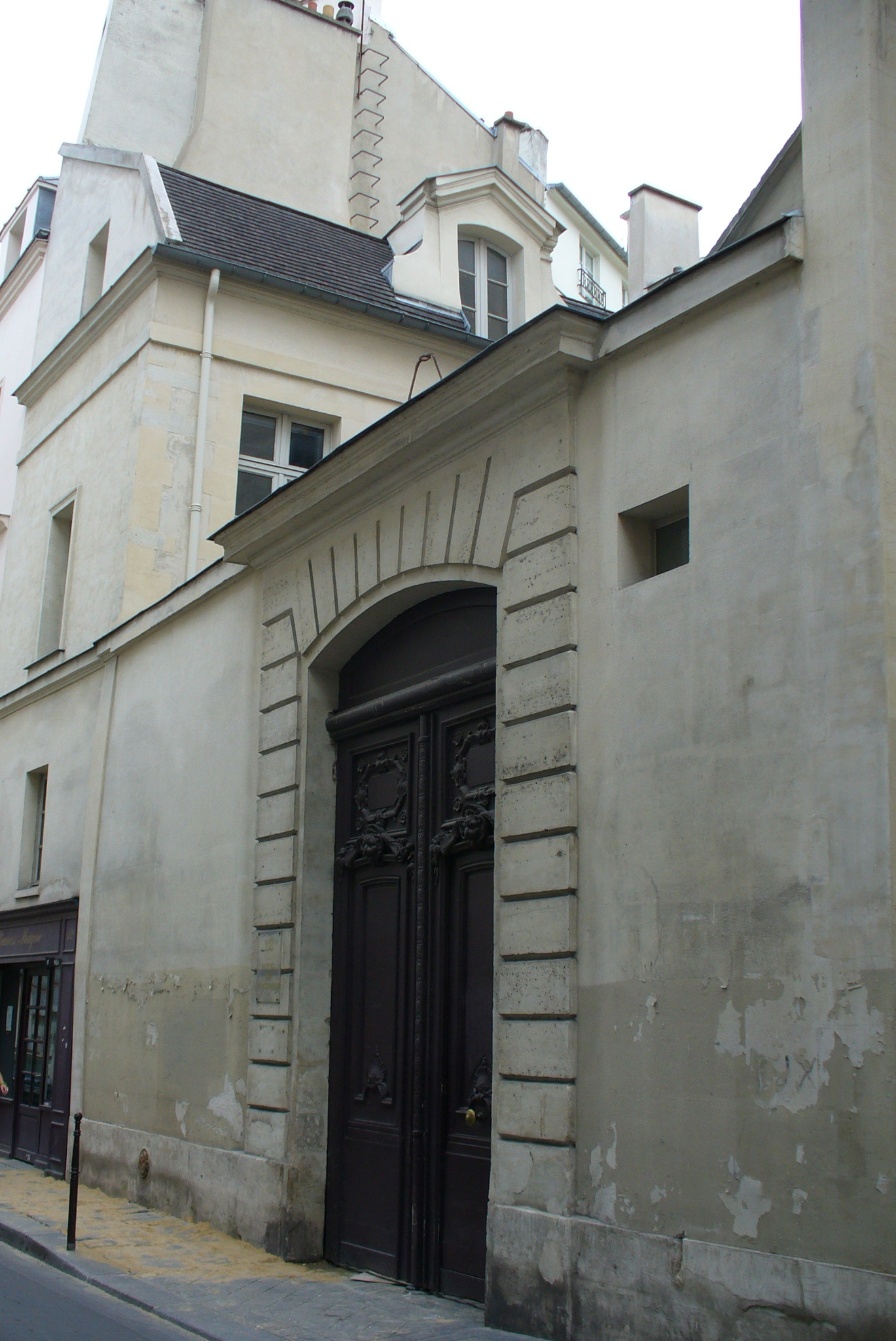
Portail de l'hôtel Brossier.

- No 24 : propriété de la famille de Louis Bontemps, premier valet de chambre du roi. Le maréchal Pérignon y mourut en 1818 (plaque).
- No 26 : au XVIIIe siècle, propriété de l’avocat au Parlement, Manuby, qui avait loué l’immeuble en fond de cour au comte de Sanois lors de son fameux procès[réf. nécessaire].

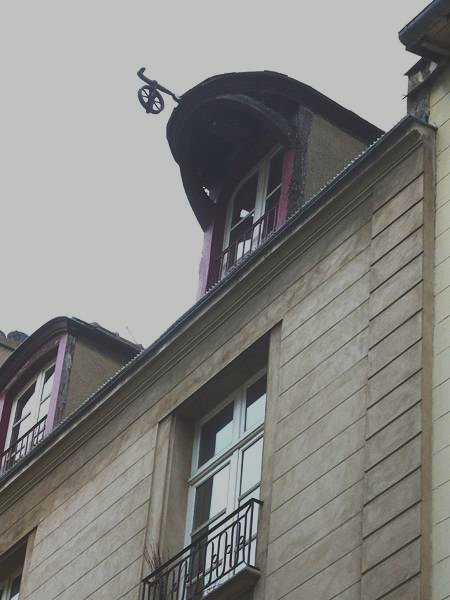
Lucarne à poulie, au 26, rue Charlot.

- No 28 : propriété en 1701 de Jean-Baptiste de La Garde, président aux enquêtes. L’hôtel passa ensuite à sa fille, la marquise Marie-Louise de Polignac[8]. Dans la cour, un pavé à fendre subsiste[9].

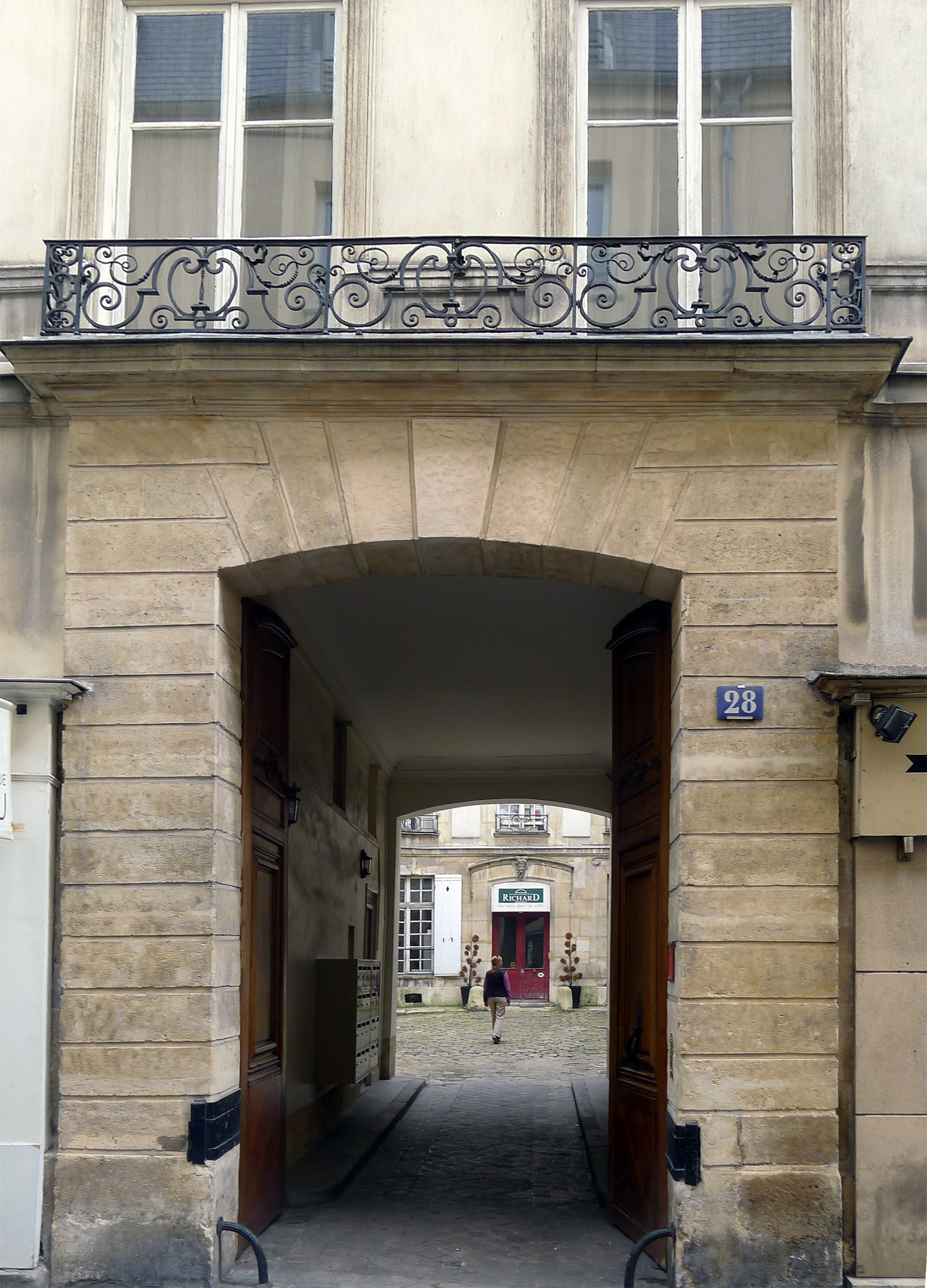
Entrée.
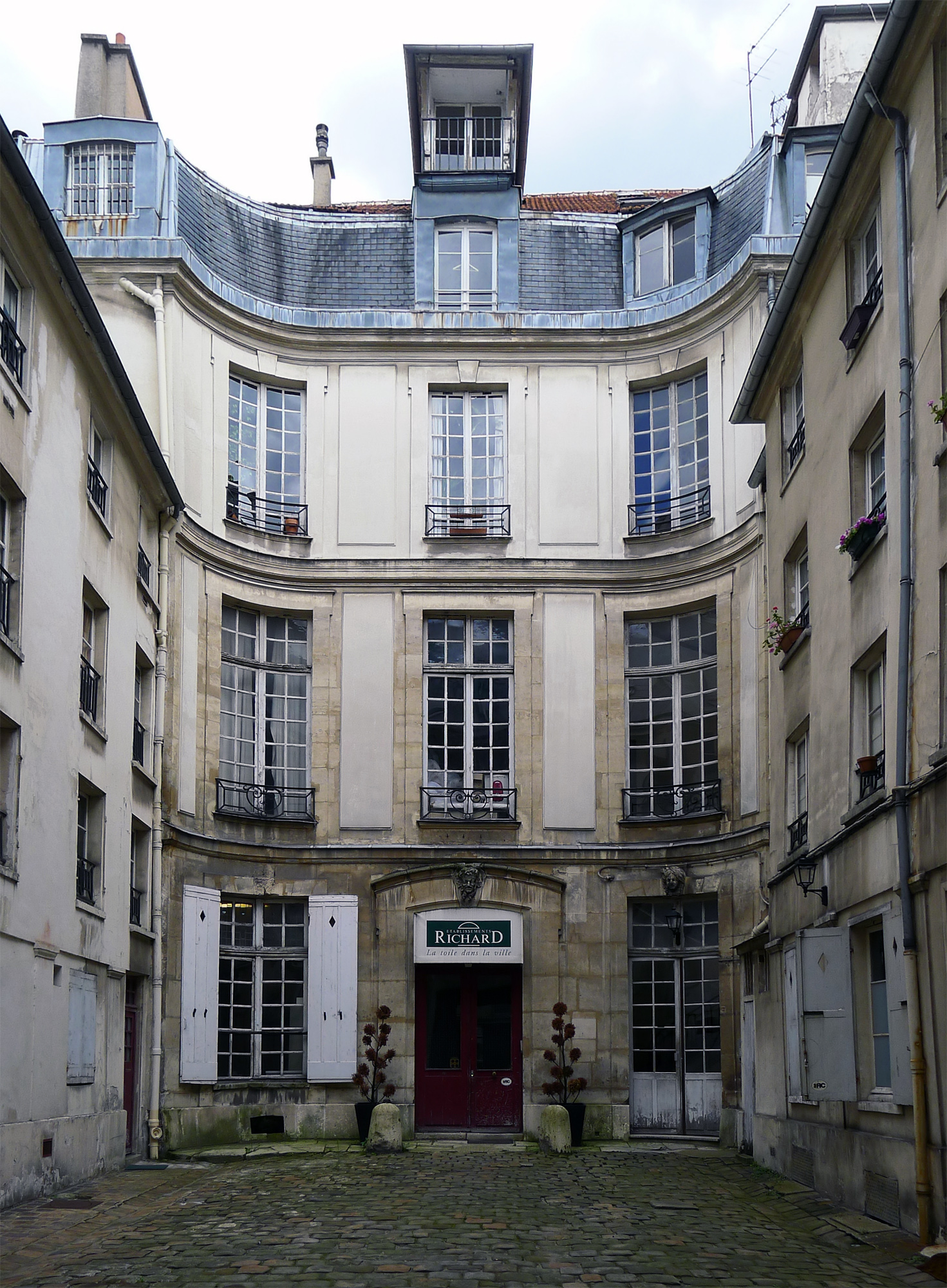
Cour intérieure.
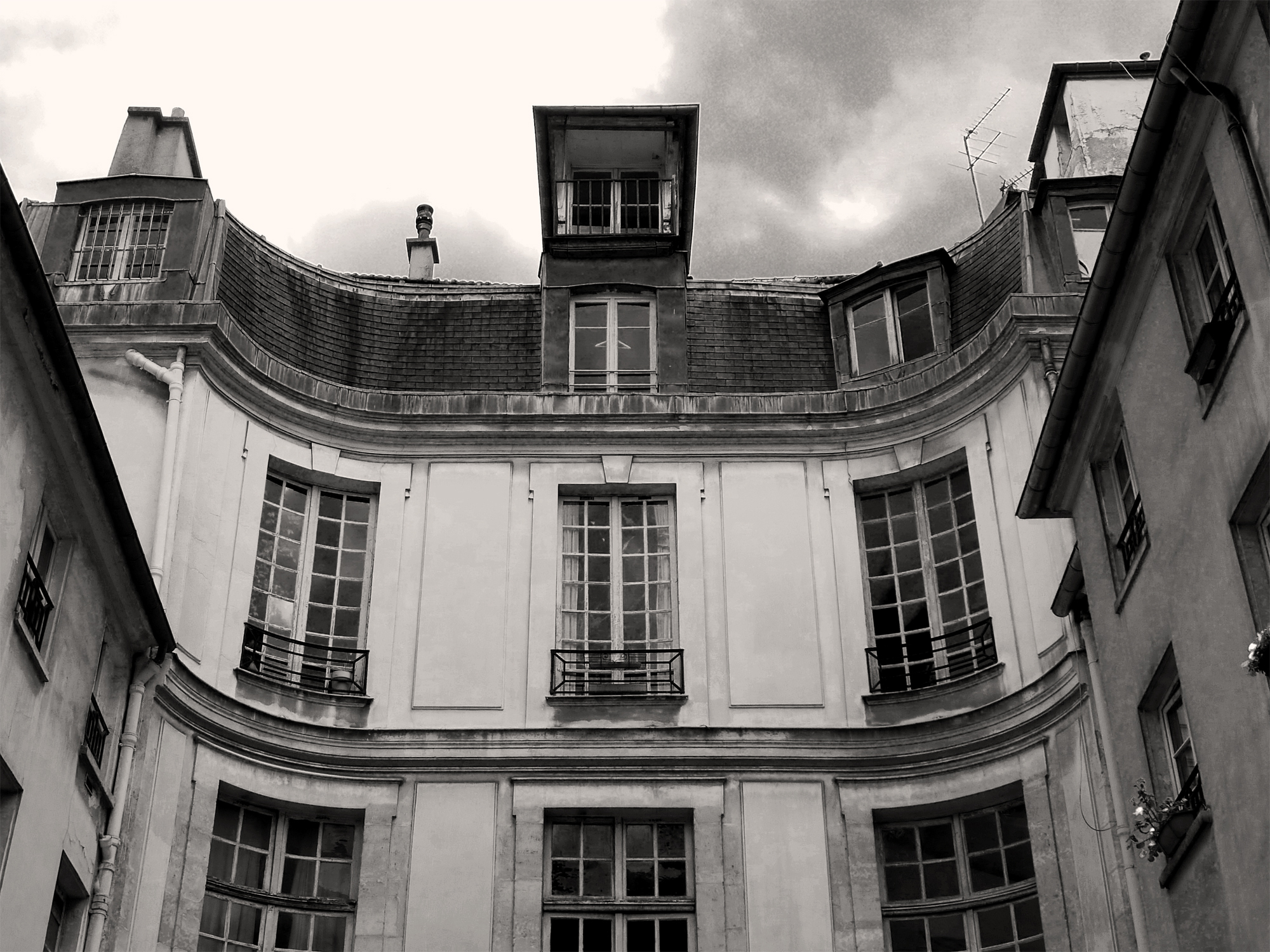
Vue depuis la cour intérieure
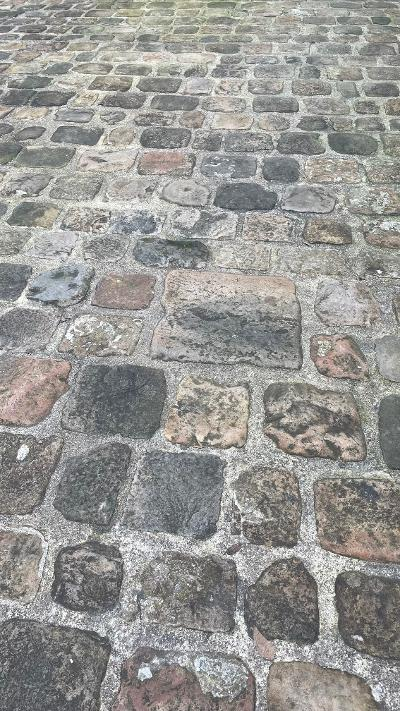
Pavé à fendre.

- No 33 : la maison du fond est acquise en 1754 par Nicolas Augustin Chuppin, trésorier général du marc d’or. Elle passe ensuite à Moufle de Champigny, conseiller au Parlement. Son parent, le mémorialiste Mouffle d’Angerville y fut arrêté en 1781 pour être mené à la Bastille.
- Nos 33 bis et 35 ? : marché des Enfants-Rouges, le plus ancien des marchés parisiens encore en activité.
- No 35 : Lambert, le pompiste de nuit, interprété par Coluche, habite à cette adresse dans le film Tchao Pantin.

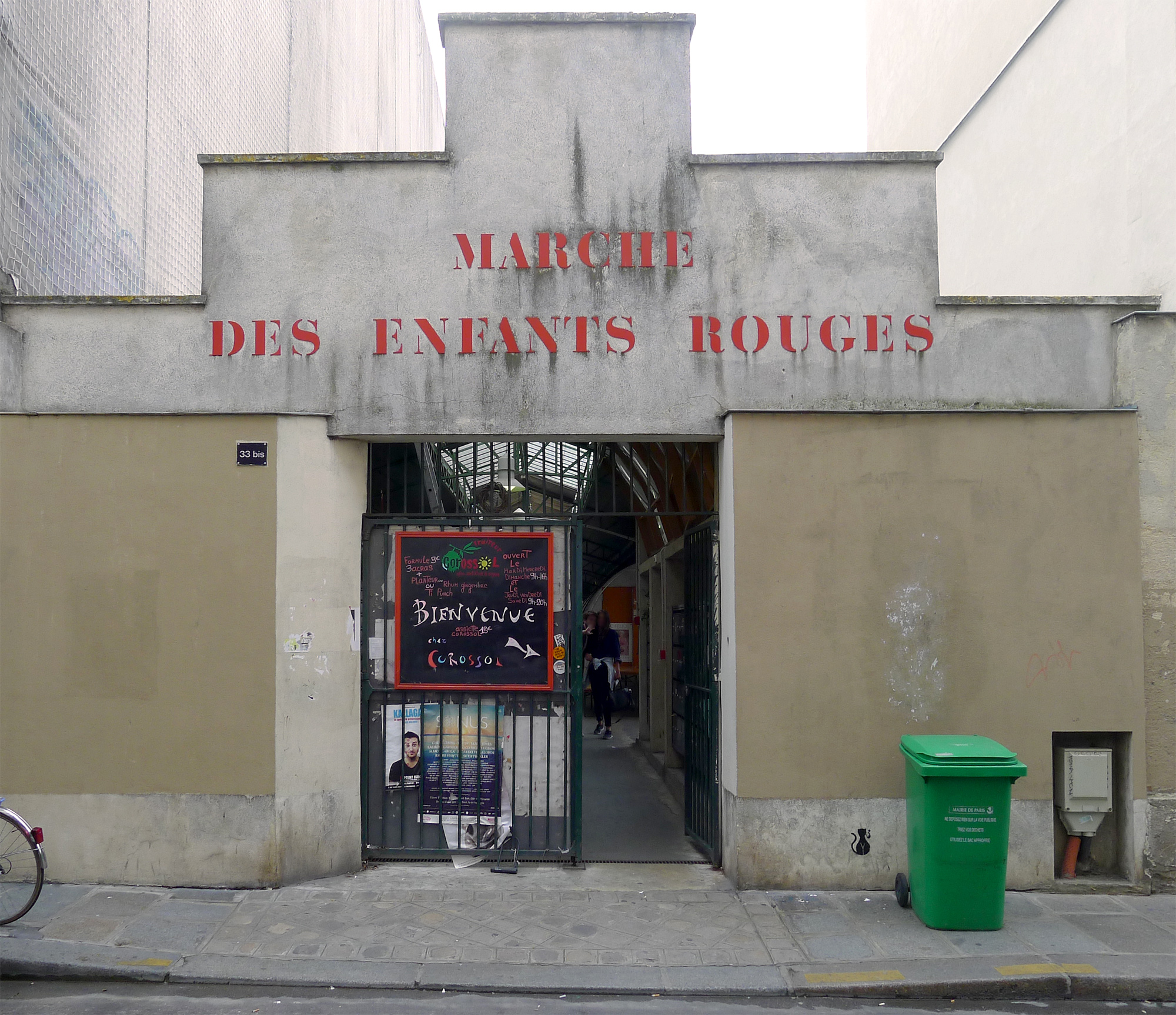
Entrée du marché.
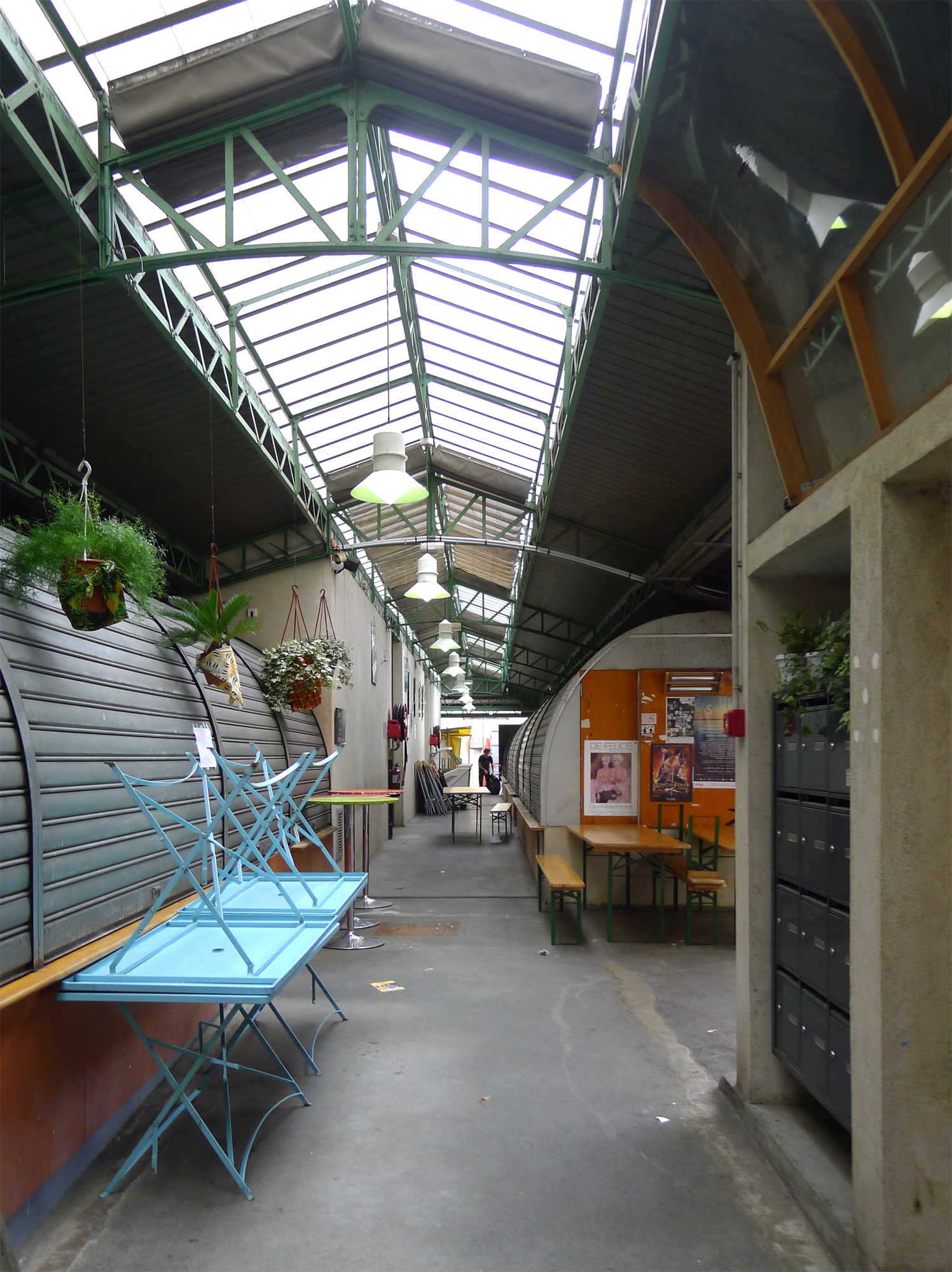
Intérieur du marché.

- No 50 : boutique de jouets d’Alexandre Nicolas Théroude, fabricant de jouets et d’automates.
- No 57 : hôtel de Boulainvilliers.
- No 58 : hôtel particulier appelé « hôtel de Sauroy », Jean Beausire y effectua des travaux pour Michel Chamillart vers 1699, en réalisant la construction d'un appartement de deux pièces formant « lanterne », qui a conservé son décor de lambris[10].

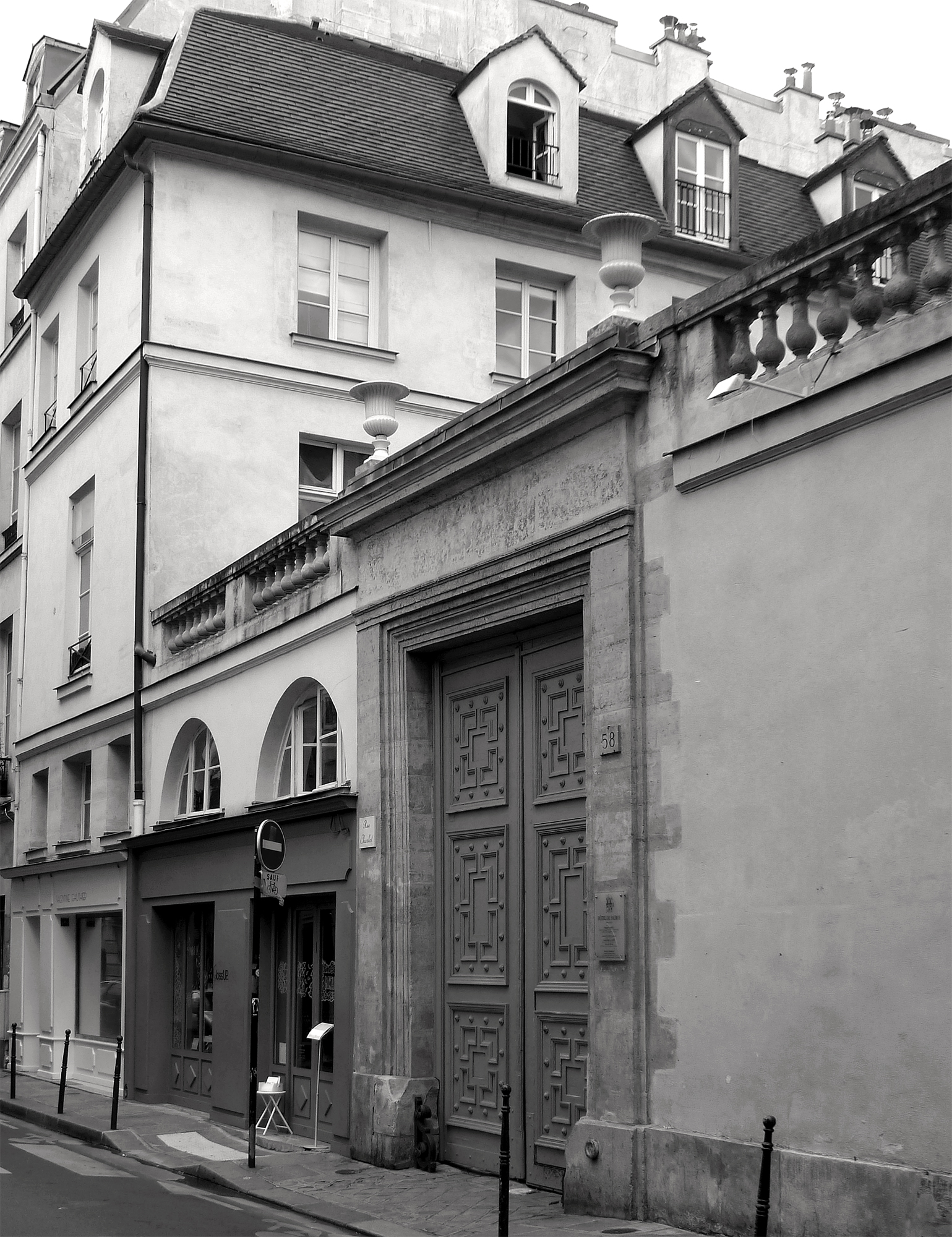
Hôtel de Sauroy au no 58.
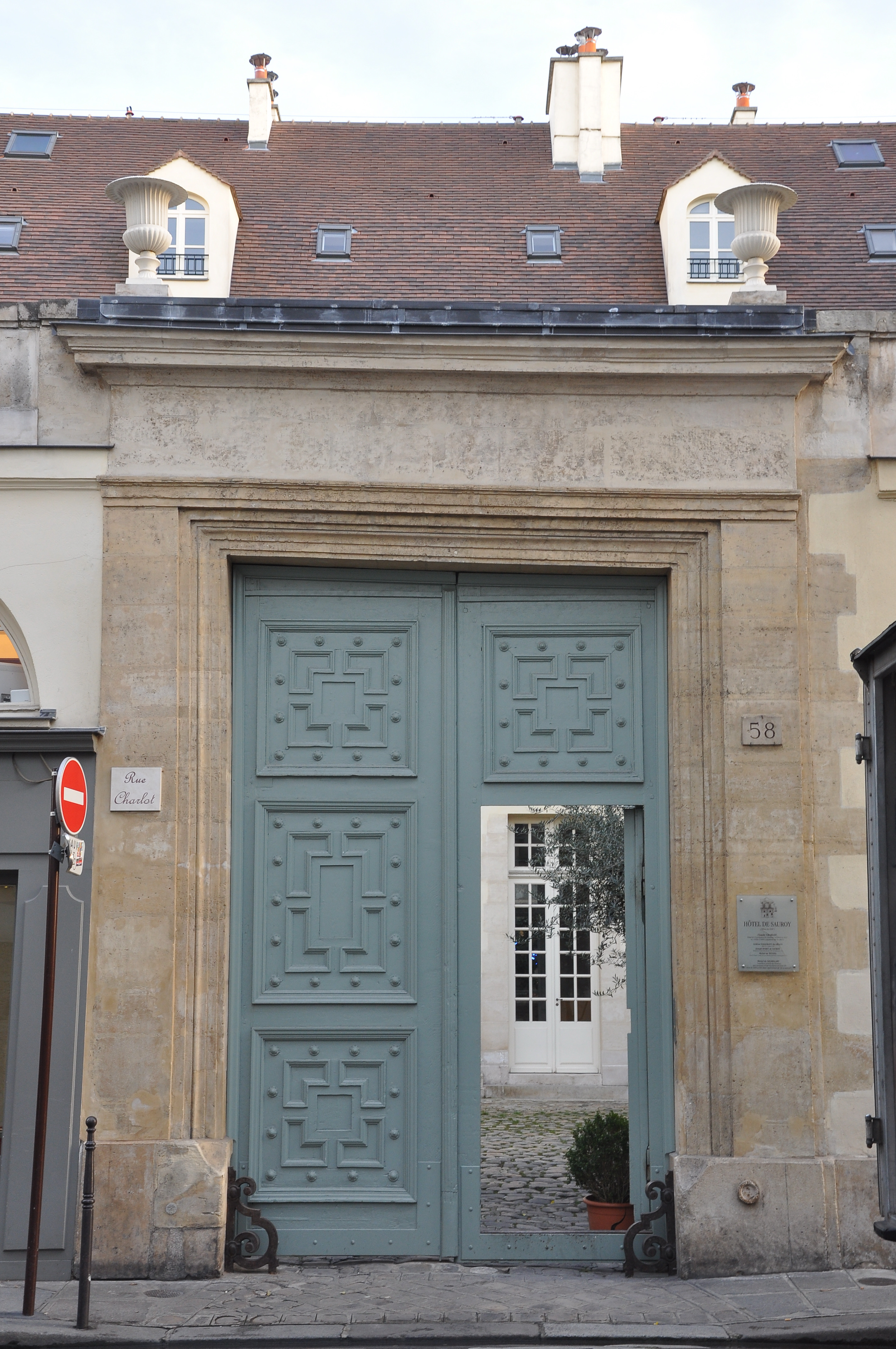
Portail (détail).

- No 70 bis : fontaine Boucherat, construite par Jean Beausire en 1699 ; elle donne sur ce qui est devenu la place Olympe-de-Gouges en 2007.
- No 73 : tour de l'enclos du Temple. Elle est édifiée, en 1240, à l’angle nord-est de la muraille qu’elle dominait par un encorbellement[11],[12].
- La fonderie Rudier s'y installe en 1874 et y reste jusqu'en 1880, avant son déménagement au 45, rue de Saintonge.

Localisation à préciser
- Lazare Carnot et Jean-Baptiste Pigalle ont habité cette rue[réf. nécessaire].

### Curiosités architecturales

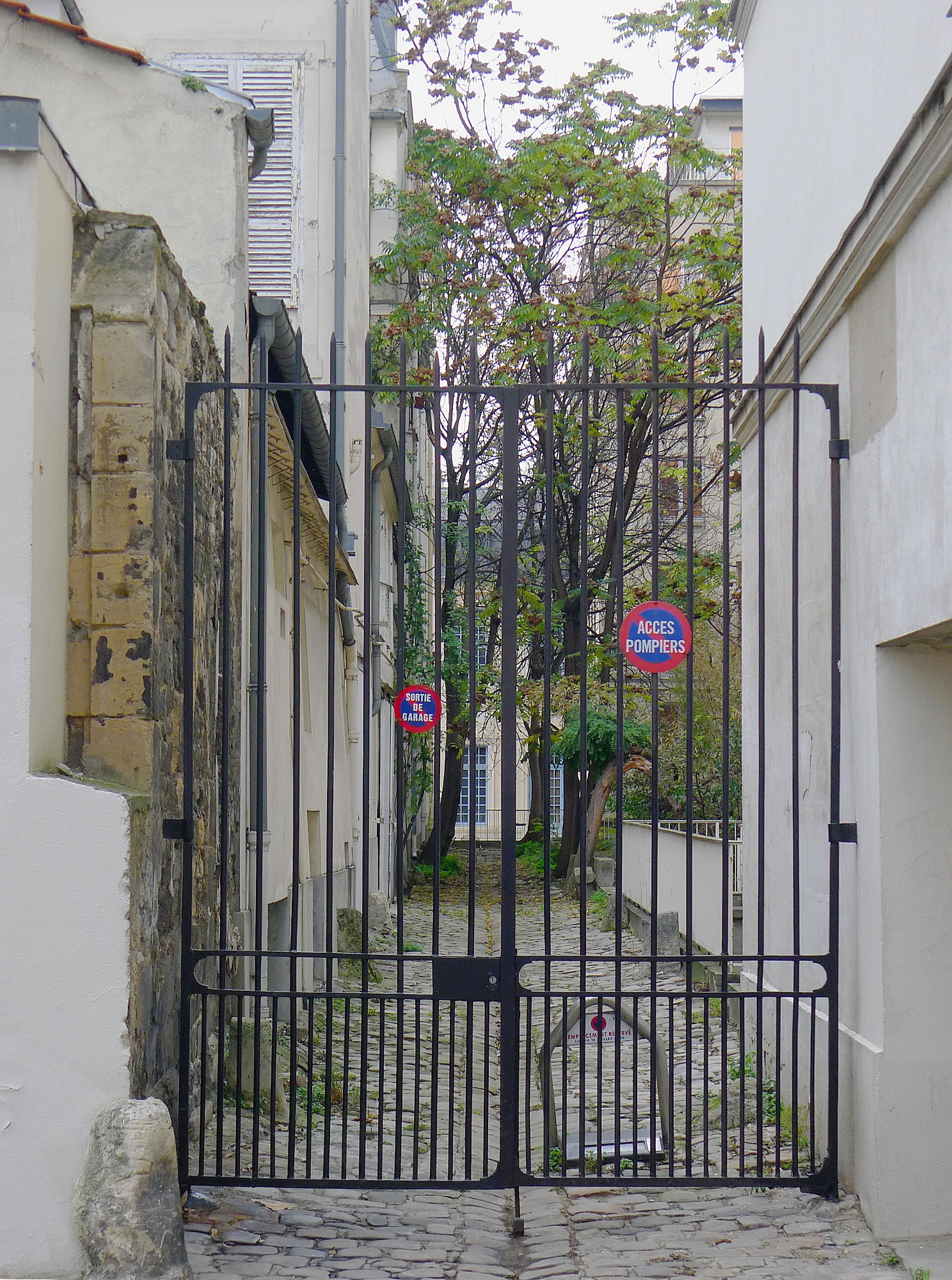
Entrée de la ruelle Sourdis au 3, rue Charlot.
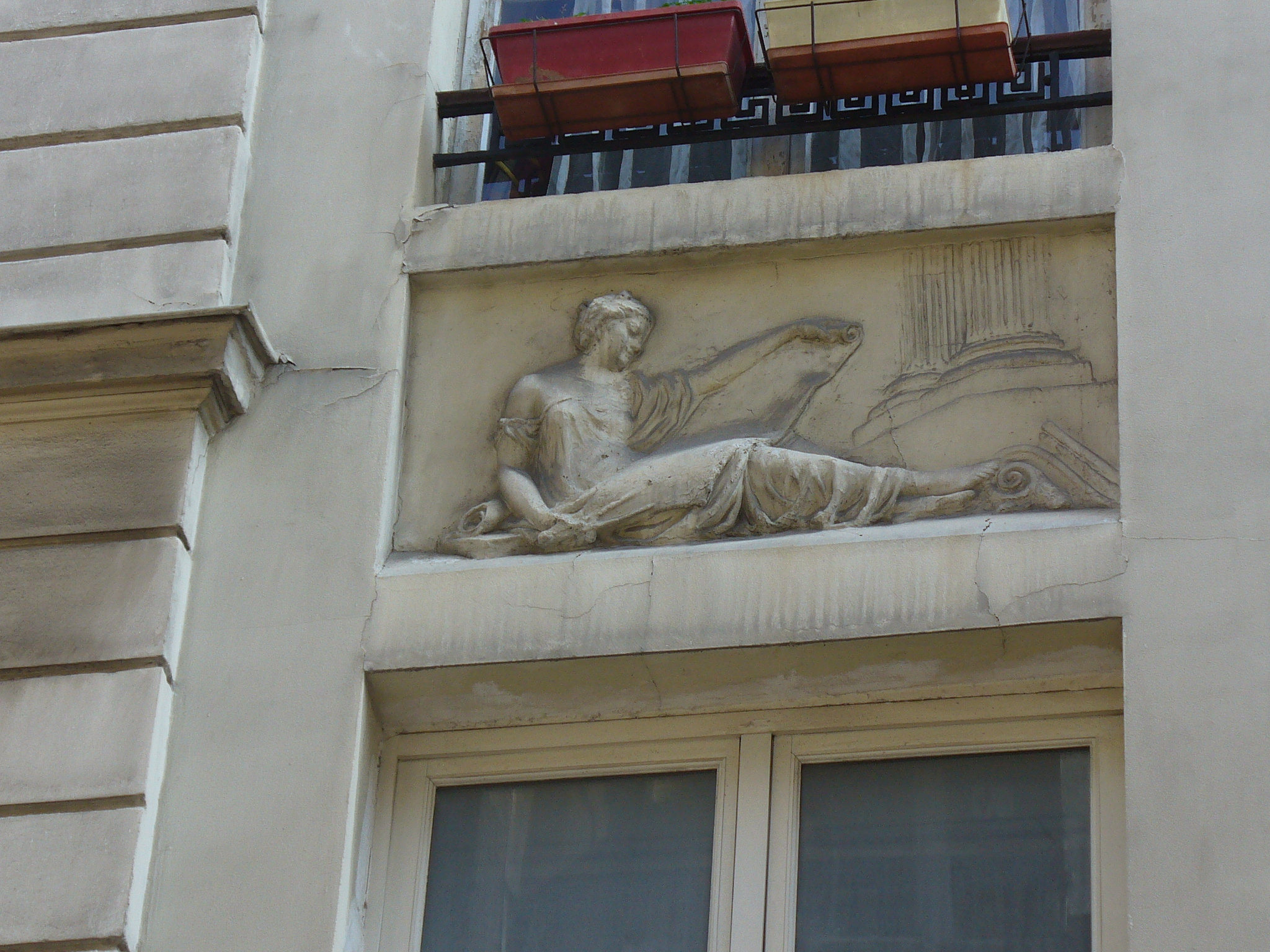
No 62, rue Charlot.
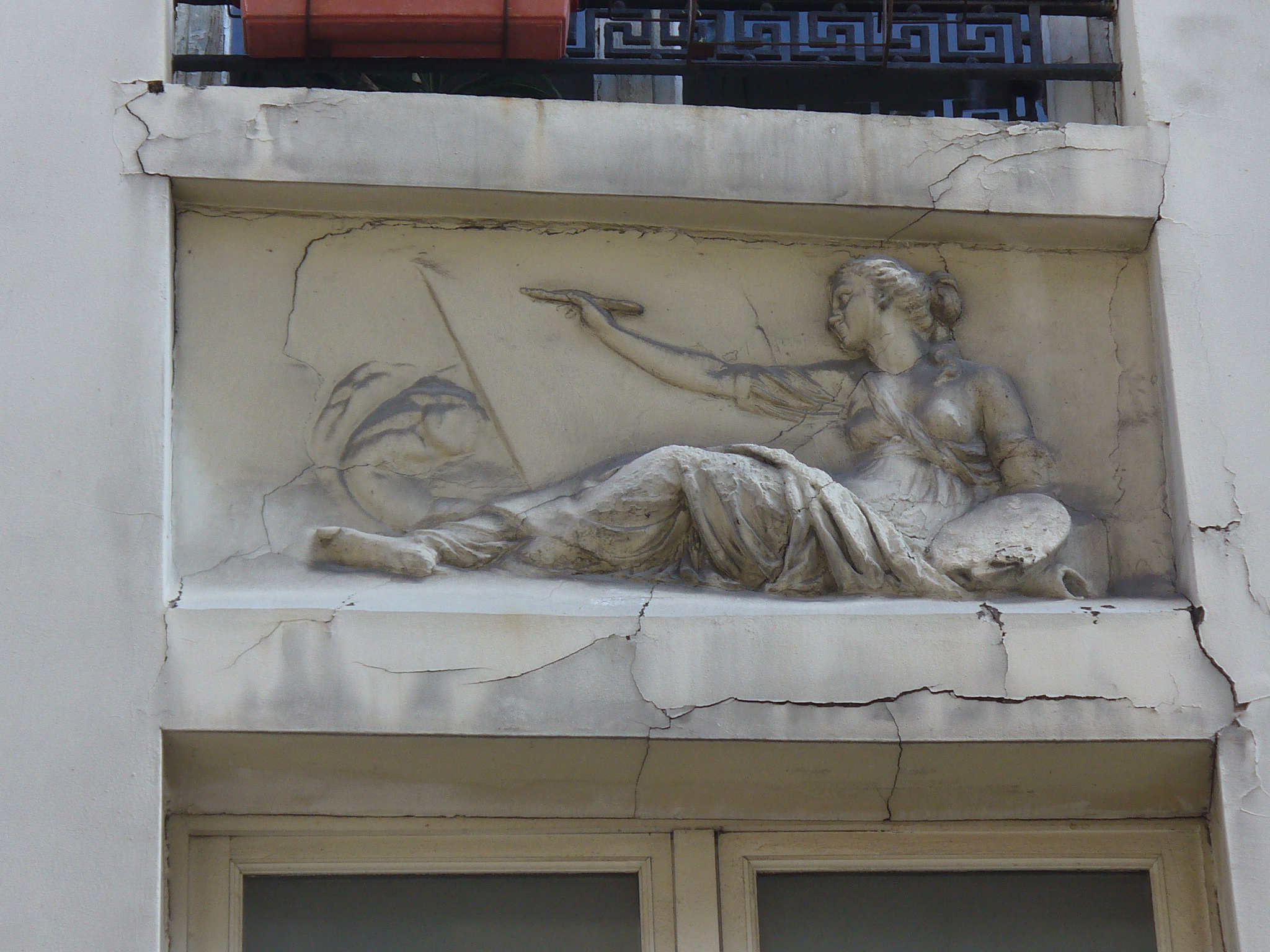
No 62, rue Charlot.

## Pour approfondir